# Viefvillers
Viefvillers – miejscowość i gmina we Francji, w regionie Hauts-de-France, w departamencie Oise.
Według danych na rok 1990 gminę zamieszkiwało 160 osób, a gęstość zaludnienia wynosiła 39 osób/km². Wśród 2293 gmin Pikardii Viefvillers plasuje się na 837 miejscu pod względem liczby ludności, natomiast pod względem powierzchni na miejscu 959.